# Вали-ду-Риу-Куяба

Куяба на карте штата.

Куяба́ (порт. Cuiabá) или Вали-ду-Риу-Куяба́ (порт. Região Metropolitana do Vale do Rio Cuiabá)  —  крупная городская агломерация в Бразилии. Центр — город Куяба в штате Мату-Гросу. 
Численность населения агломерации по состоянию на июль 2014 года составляет 871 729 человек (в рамках 4-х муниципалитетов), с учётом прилегающих 8-ми муниципалитетов — 982 258 человек. Занимает площадь 	21928,9 км² (в рамках 4-х муниципалитетов; с 8-ю окрестными муниципалитетами — 76824,2 км²). Плотность населения — 39,8 чел./км² (в рамках 4-х муниципалитетов; с 8-ю окрестными муниципалитетами — 12,8 чел./км²).

## Состав агломерации
В агломерацию входят следующие муниципалитеты:
1. Куяба
2. Носа-Сеньора-ду-Ливраменту
3. Санту-Антониу-ду-Левержер
4. Варзеа-Гранди